# Мвамбутса IV
Мвамбутса IV (6 травня 1912 , Мурамвія, Kingdom of Burundid, Німецька Східна Африка  — 26 квітня 1977 або 26 березня 1977 , Женева ) — король Бурунді (1962–1966).
1915 року був проголошений вождем Бурунді, яка на той час була колонією Німеччини, а потім перейшла під контроль Бельгії. Після здобуття країною незалежності 1962 року став королем Бурунді — першим керівником незалежної держави. З 1965 року виконував також обов'язки міністра культури країни. 8 липня 1966 року зрікся престолу на користь свого сина Нтаре V й залишив країну, оселившись у Швейцарії. Помер від інфаркту. Нагороджений медаллю За відвагу за заслуги перед батьківщиною та за антиколоніальну боротьбу.